# Camponotus riehlii
Camponotus riehlii är en myrart som först beskrevs av Julius Roger 1863.  Camponotus riehlii ingår i släktet hästmyror, och familjen myror. Inga underarter finns listade.